# Fejervarya iskandari
Espèce
Statut de conservation UICN

 LC  : Préoccupation mineure
Fejervarya iskandari est une espèce d'amphibiens de la famille des Dicroglossidae.

## Répartition
Cette espèce est endémique de Java en Indonésie.

## Étymologie
Cette espèce est nommée en l'honneur de l'herpétologiste indonésien Djoko Tjahjono Iskandar.

## Publication originale
- Veith, Kosuch, Ohler & Dubois, 2001 : Systematics of Fejervarya limnocharis (Gravenhorst, 1829) (Amphibia, Anura, Ranidae) and related species. 2. Morphological and molecular variation in frogs from the Greater Sunda Islands (Sumatra, Java, Borneo) with the definition of two species. Alytes, Paris, vol. 19, p. 5-28.